# 孟鲁司特
孟魯斯特（Montelukast），商品名顺尔宁（Singulair）等，化学式C35H36ClNO3S，商业使用时主要使用其鈉鹽，主要用於哮喘的治療。1998年投入商业使用。药品名称中的“Monte”来自地名蒙特利尔，是默克藥廠开发此药的地方。孟鲁司特屬於口服藥。
常見的副作用包括腹痛、咳嗽及頭痛，嚴重的副作用包括過敏反應，像是過敏性休克或嗜酸性球增多，在懷孕時使用應該是安全的。孟鲁司特屬於白三烯受體拮抗劑，其作用是阻止肺中白三烯D4的作用，因此可以減輕炎症，也可以讓平滑肌舒張。
孟鲁司特在1998年核准在美國使用，屬於通用名藥物。2018年在美國每一劑的成本不到0.15美元，在英國每一劑的成本約為1英鎊。2016年此藥物在美國的處方量居第23名，超過2500萬劑。
2020年3月4日，美国食品药品监督管理局对孟鲁司特钠发布黑框警告，强调医护人员应意识到孟鲁司特钠可能带来严重神经/精神事件风险，包括抑郁、自残、自杀倾向。